# Вільгельм Дегоде
Георг Вільгельм Дегоде (нім. Georg Wilhelm Degode ; 1862, Ольденбург — 1931, Дюссельдорф) — німецький художник дюссельдорфської художньої школи, а також фотограф, майстер художньої фотографії.

## Біографія
Вільгельм Дегоде народився у родині великого торговця кавою. Почав займатися живописом у віці 13 років у консерваторії при картинній галереї Ольденбурга. Після закінчення реальної гімназії та за фінансової підтримки своєї матері, Вільгельм у 1881 році вступає до Академії мистецтв Дюссельдорфа. В Академії вчителями Дегоде були такі художники, як Гайнріх Лауенштайн, Гуго Крола, пізніше Гайнріх Дейтерс . У 1885 році художник вступає в дюссельдорфську спілку живописців «Малькастен». Брав участь в урочистих святах спілки та виставках 1899 та 1908 років. Щороку залишив близько 3 500 фотознімків про свята і події, що відбувалися в «Малькастені». Художник був також членом «Союзу дюссельдорфських живописців» та «Дюссельдорфського об'єднання фотографів».
В 1884 році художник здійснює свою першу поїздку на ескізи в гірський регіон Айфель на заході Німеччини. У період з 1884 по 1927 рік він 21 раз виїжджає для роботи в Айфелі, зокрема разом зі своїми колегами Фріцем фон Вілле, Генріхом Отто, Гансом фон Фолькман та ін. Наприкінці XIX століття сім'я Дегоде переїжджає до містечка Кайзерсверт, де він у 1898 році купує будинок. Надалі цей будинок стає місцем зустрічі художників та інших митців.
Крім численних акварелей та творів графіки, Вільгельм Дегоде є автором близько 800 полотен, написаних олійними фарбами. Художник є одним із найбільших представників пейзажного живопису дюссельдорфської школи на рубежі ХІХ — XX століть.

## Галерея
- Пейзаж в Айфелі з квітучими рослинами (1898)
- Літній день у Кайзерсверті (1897)
- Гавань у Феддервардерзіль
- Паркова зелень (1898).
- Вид з кошари (до 1900 року).

## Вибрані виставки
- Берлін — Великі мистецькі виставки 1886—1913 років.
- Берлін — в Академії мистецтв 1892 року.
- Бонн — у 1911 році.
- Бремен — Художні виставки 1887, 1897 років.
- Дортмунд — у 1910 році
- Дрезден — 1888 року.
- Дюссельдорф — Художні виставки 1885—1930 років.
- Кіль — 1913 року.
- Кельн — Пейзажі Айфеля в 1891, 1897, 1905, 1911, 1917 роках.
- Відень — Художня виставка у 1907 році.